# Фицджеральд, Дес
Десмонд Кристофер Фицджеральд (англ. Desmond Christopher Fitzgerald, родился 20 декабря 1957 года в Дублине) — ирландский регбист, выступавший на позиции пропа (столба).

## Биография
Окончил колледж Де Ла Салль в Чёрчтауне, в своё время играл в гэльский футбол, выиграв чемпионат школ в 1968 году на «Кроук Парк» (представлял национальную школу Де Ла Салль Ратфарнем). Учился в Дублинском университете. В 1983 году дебютировал за вторую сборную Ирландии в матче против второй сборной Шотландии. Первую игру за Ирландию сыграл 18 февраля 1984 года против Англии на «Туикенеме» (поражение 9:12). На клубном уровне играл за «Лэнсдаун», «Де Ла Салль — Палмерстон» и «Корк Конститьюшн».
Фицджеральд не участвовал в Кубке пяти наций 1985 года, в рамках которого ирландцы завоевали Тройную корону, но вернулся в сборную через год перед матчем против Уэльса, а 16 апреля 1986 года сыграл один матч за «Львов» против сборной мира (поражение 7:15). С 1986 по 1988 годы сыграл 15 матчей из 16 сыгранных ирландцами в тот период. Участник чемпионатов мира 1987 и 1991 годов. После «матча тысячелетия» против Англии в 1988 году стал проигрывать конкуренцию в сборной Джиму Маккою.
В сборную Фицджеральд вернулся после травмы Ника Поплуэла, сыграв против сборной Новой Зеландии, и провёл ещё 14 матчей из последующих 15, прежде чем заболел. Последнюю игру провёл 15 февраля 1992 года против Шотландии на «Лэнсдаун Роуд», проведя итого 34 встречи за сборную Ирландии (участник турне по ЮАР 1981 года, Японии 1985 года, Новой Зеландии и Австралии 1987 года и Намибии 1991 года).
В настоящее время занимается тренерской работой в клубах «Лэнсдаун» и «Блэкрок Колледж» (тренер по схваткам). Жена — Андреа, игрок в нетбол, ныне медсестра. Сын — Люк Фицджеральд, также стал регбистом.